# Julia Pióro
Julia Pióro (ur. 1902 w Warszawie, zm. 1988) – polska poetka i pisarka, esperantystka.

## Życiorys

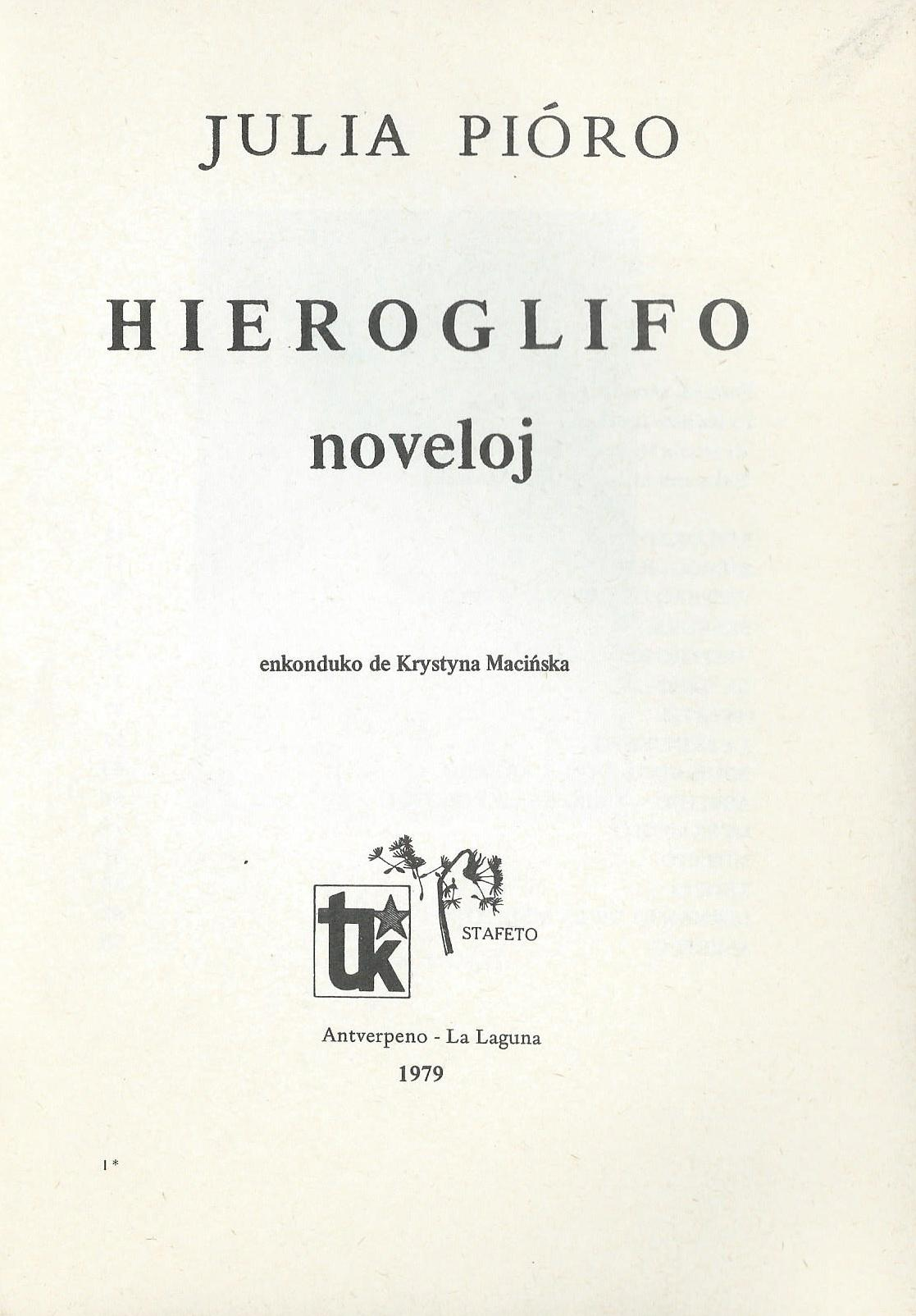
Strona tytułowa książki wydanej w 1979 roku Hieroglifo.

Julia Biernacka studiowała nauki przyrodnicze i historię filozofii na Uniwersytecie Warszawskim. W 1923 roku wyszła za mąż za Jana Wacława Pióro, doktora chemii, twórcę esperanckiej nomenklatury chemicznej. Mieszkali w Piastowie. Mieli dwóch synów. Języka esperanto nauczyła się w 1956 roku, gdy miała 54 lata. Debiutowała w 1958 roku publikując w „Pola Esperantisto”. Pierwszą książkę El tero kaj etero dzięki wsparciu profesora Juana Regulo Péreza wydała w 1964 roku. W Piastowie jedną z ulic nazwano jej imieniem.

## Twórczość
- 1997: Obraz świata[4].
- 1988: Malnova legendo: noveloj[5].
- 1988: Nowele i opowiadania: Zeszyt 1-2[6].
- 1988: Kastelo: rakonto[7].
- 1987: Poezje: wybrane na stulecie esperanta[8].
- 1987: Poemoj: elektitaj al jubileo de esperanto[9].
- 1984: Wieczór świętej Anny. Opowiadania Czytelnik[10].
- 1983: Preterpasado: poemoj[11].
- 1981: Królestwo słońca[12].
- 1981: Fenestro kristala: (noveloj kaj poemoj)[13].
- 1978: Novele[!] i poematy[14].
- 1978: Hieroglif: novele polskie tłumaczenia z języka oryginału esperanta[15].
- 1964: El tero kaj etero[16].